# Alice Kertész
Alice Kertész (Budapest, Hungría, 17 de noviembre de 1935) es una gimnasta artística húngara, campeona olímpica en Melbourne 1956 en el concurso de equipo con aparatos.

## Carrera deportiva
En 1954 participó en el Mundial de Roma 1954 ganando la plata en el concurso por equipos, tras las soviéticas y por delante de las checoslovacas, siendo sus compañeras de equipo las gimnastas: Eva Banati, Ilona Bánhegyi Milanovits, Irén Daruházi-Karcsics, Erzsébet Gulyás-Köteles,
Ágnes Keleti, Olga Lemhényi-Tass, Edit Perényi-Weckinger.
Y dos años después en las Olimpiadas de Melbourne 1956 consiguió el oro en equipo con aparatos —por delante de las suecas, soviéticas y polacas, estas dos últimas empatadas en el bronce— y la plata en equipo, tras las soviéticas y por delante de las rumanas.